# アーヴィング・クリストル
アーヴィング・クリストル（英: Irving Kristol、1920年1月22日 - 2009年9月18日）は、米国の文芸批評家。ネオコンのゴッドファーザーと呼ばれた。2002年7月、ジョージ・ウォーカー・ブッシュ大統領から大統領自由勲章を授けられた。
妻ガートルード・ヒメルファーブは、保守系の歴史家でニューヨーク市立大学大学院名誉教授。息子のウィリアム・クリストル（ビル・クリストル）もネオコンの代表的存在であり、レーガン政権ではベネット教育長官の、ジョージ・H・W・ブッシュ政権ではクエール副大統領のそれぞれ首席補佐官を務めた。

## 経歴

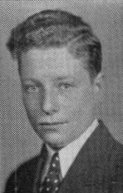
1936年、ボーイズ・ハイ・スクール在学中のクリストル

ニューヨーク市ブルックリンにて東欧系の正統派ユダヤ教徒の家庭に生まれ、バル・ミツワーを受ける。しかしながら、彼は自身の思想をユダヤ教と無関係と主張している。ニューヨーク市立大学シティカレッジ (CCNY) 在学中にトロツキストとして活動する。1940年に同大学から歴史学の学士号を取得して卒業。在学中、トロツキストの集会でガートルード・ヒメルファーブと知り合い、1942年1月18日に彼女と結婚。1940年に第四インターナショナルのメンバーだったことを「誇りに思っている」と書いたのは1983年のことだった。第二次大戦中は、1941年から1944年まで機甲歩兵部隊の軍曹としてヨーロッパで従軍。戦後は1年間マルセイユに駐留した。
1947年から1952年まで『コメンタリー』誌の主筆を務め、英国発の文芸誌『エンカウンター』誌の創刊に参加すると共に、1953年から（1958年に友人で同じ文化自由会議のメンバーでもあるニューヨーク市立大学シティカレッジの同級生メルヴィン・J・ラスキーに地位を譲るまで）同誌の編集者を務める。1959年から1960年まで『レポーター』の編集者、1961年から1969年までベーシック・ブックス出版社の取締役副社長。1969年から1988年までニューヨーク大学経営大学院教授として社会思想を講義。民主党のタカ派を代表するヘンリー・M・ジャクソンやユージン・ロストウが立ち上げた反デタント団体「民主的多数派のための連合」（en:Coalition for a Democratic Majority）の設立にも参加し、同連合の副議長を務める。1988年から保守系シンクタンクアメリカン・エンタープライズ研究所のジョン・M・オーリン記念上席研究員。これらの地位や言論活動を通じてネオコン運動を軌道に乗せ、軍事費増強と国外派兵の他、サプライサイド経済学に基づく減税、インテリジェント・デザインによる宗教的価値観の復興、米国憲法修正第1項（「言論の自由」条項）に保障された権利の縮小解釈 を主張した。
クリストルは、政治や文化を扱う言論誌『ザ・パブリック・インタレスト』や、国際関係論を扱う言論誌『ザ・ナショナル・インタレスト』を創刊した。彼はまた、1965年の創刊から2002年まで『ザ・パブリック・インタレスト』の編集委員をも務め（最初の共同編集委員はダニエル・ベル、次の共同編集委員はネイサン・グレイザー）、1985年の創刊から2001年まで『ザ・ナショナル・インタレスト』の発行人でもあった。
1988年からアメリカン・エンタープライズ研究所の上席研究員。1972年から外交問題評議会の終身会員。『ウォールストリート・ジャーナル』寄稿者委員会会員ならびにナショナルアフェアーズ社会長。
ネオコン（新保守主義者）を自称した初めての人物とされ、クリストルは「記憶にある限り、私はいつも『ネオ』だった。ネオマルクシスト、ネオトロツキスト、ネオリベラル、ネオ保守主義者。ネオトロツキストやネオマルクシストだった時ですら、宗教上はネオ正統派だった。私は一生『ネオ』尽くしで終わることになるだろう」と自らを語っていた。
日本の政界にも影響を与えており、2004年4月29日にのちに価値観外交を掲げることになる当時自民党幹事長の安倍晋三はアメリカン・エンタープライズ研究所での講演でクリストルに敬意を表し、アメリカ同時多発テロ事件についての発言を引用した。

## 著書
- Neoconservatism: The Autobiography of an Idea 1995 (ISBN 0-02-874021-1)
- Reflections of a Neoconservative: Looking Back, Looking Ahead 1983 (ISBN 0-465-06872-3)
- Two Cheers for Capitalism 1978 (ISBN 0-465-08803-1)
朱良甲一訳『活路』叢文社、1980年
- On the Democratic Idea in America
- The American Revolution as a successful revolution (Distinguished lecture series on the Bicentennial) 1973 (ISBN 0-8447-1300-7)
- Democracy does not guarantee equality of conditions - it only guarantees equality of opportunity.